# Нікола Ґрбич
Нікола Ґрбич, або Никола Ґрбич (серб. Никола Грбић / Nikola Grbić; нар. 6 вересня 1973, Зренянин) — сербський волейбольний тренер, колишній волейболіст. Нині очолює чоловічу збірну Польщі. Член Міжнародної волейбольної зали слави. Брат волейболіста Владимира Ґрбича.

## Життєпис
Народжений 6 вересня 1973 року в Зренянині. Батько — Милош Ґрбич, югославський волейболіст, бронзовий призер Євро 1975, капітан команди.
Грав за клуби «Воєводина» (Новий Сад, 1990—1994), «Ґабека Ґалатрон» (Gabeca Galatron, Монтік'ярі, 1994—1995), «TNT Traco Catania» (або «Катанія», Серія А2, 1995—1996), «Ґабека Фад» (Gabeca Fad, Монтік'ярі, 1996—1997), «Tnt Alpitour Cuneo» (Кунео, 1997—1999), «Сіслей» (Тревізо, 1999—2000), «Асистел» (Мілан, 2000—2003), «Копрасистель Вентальйо» (2003—2004), «Копра» (2004—2005), «Копра Берні» (2005—2007, усі — з П'яченци), «Діатек» (Трентіно, 2007—2009), «Бре Банка Ланутті» (Bre Banca Lannutti, Кунео, 2009—2013), «Зеніт-Казань» (2013—2014).
У сезоні 2014—2015 був головним тренером клубу «Сір Сафети» (Перуджа). 20 травня 2019 року став головним тренером польського клубу «Група Азоти ЗАКСА» (Кендзежин-Козьле). З посади головного тренера збірної Сербії Ґрбича звільнили після того, коли команда не змогла здобути путівку на Олімпіаду 2020 у Токіо (його замінив Слободан Ковач).
18 травня 2021 року в ЗМІ повідомили, що Нікола очолив італійський ВК «Сір Сафети» (Перуджа).
Після відставки Вітала Гейнена з поста наставника чоловічої збірної Польщі місцева федерація оголосила прийом заявок на вакантну посаду. На думку журналістів видання «Sport.pl» їх точно подали аргентинець Марсело Мендес, серб Нікола Ґрбич («Перуджа») та італійці Лоренцо Бернарді («П'яченца») й Андреа Ґардіні. TVP Sport повідомив, что ще одним кандидатом був серб Слободан Ковач, а «Sportowe Fakty» припускали, что шостим — Андреа Джані («Модена Воллей»). Однак Андреа Анастазі стверджував, що Нікола Ґрбич не міг подати заявки, бо президент «Перуджі» Джино Сірчі — проти суміщення посад.
6 січня 2022 року польський часопис «Wprost» повідомив, що, на думку італійського журналіста Джан Луки Пасіні (Gian Luca Pasini, «La Gazzetta dello Sport») Нікола стане новим головним тренером чоловічої збірної Польщі. 12 січня 2022 офіційно повідомили, що серб очолив чоловічу «кадру».

### Досягнення
Гравець
- Олімпійський чемпіон 2000
- Чемпіон Європи 2001
- Володар Кубка чемпіонів ЄКВ 2000
- Переможець Ліги чемпіонів ЄКВ: 2009
- Володар Суперкубка Європи: 1997, 1999
- Чемпіон Італії: 2008, 2010
- Володар Кубка Італії: 1999, 2000, 2011
- Володар Суперкубка Італії 2010
- Чемпіон Росії 2014

Тренер
- Переможець Світової ліги 2016[12] як головний тренер чоловічої збірної Сербії[13]
- Переможець Ліги чемпіонів ЄКВ 2021[14] («Група Азоти ЗАКСА»; у півфіналі грали з казанським «Зенітом»[15]).

### Сім'я
Дружина — Станіслава; сини Матія та Милош, займаються волейболом.